# Ben Kingsley
Sir Ben Kingsley (Yorkshire, Scarborough, 1943. december 31. –) Oscar-, BAFTA-, Golden Globe- és Grammy-díjas indiai származású angol színész. 
1967-től a Royal Shakespeare Company tagjaként szerepelt. Richard Attenborough Gandhi (1982) című életrajzi filmjében Mahátma Gandhi megformálásáért elnyerte a legjobb férfi főszereplőnek járó Oscar-díjat. Kingsley egy csapásra nemzetközi hírnévnek örvendő színész lett. Attól tartva, hogy beskatulyázzák, pályája során igyekezett sokféle, változatos szerepeket eljátszani. Művészi érdemeinek elismeréseként, 2001-ben II. Erzsébet brit királynő lovaggá ütötte.

## Fiatalkora
Krishna Pandit Bhanji néven született az angliai Yorkshire-ben, azonban amikor eldöntötte, hogy a színész hivatást választja, apja tanácsára nevet változtatott. Apai nagyapja, a zanzibári fűszerkereskedő becenevéből, a Clove Kingből (szegfűszegkirály) alkotta meg a Kingsleyt, a Ben keresztnév pedig egyszerűen tetszett neki. 

## Pályafutása
Elvégzett néhány kurzust, kipróbálta magát néhány kisebb színpadi szerepben, majd jelentkezett a híres londoni RADA-ba, de nem járt sikerrel. Így két éven át egy utazó színtársulattal, a The Children’s Theatre-rel vándorolt az országban és ennek köszönhetően komoly színpadi gyakorlatot szerzett. 1967-ben a Royal Shakespeare Companyben, majd 1984-ben már a Broadwayen debütált. Pályafutása korai szakaszában elkerülték a filmszerepek és csak 1972-ben, A kulcsszó: félelem című thrillerben kapta első játékfilmes szerepét, de ezután is inkább színházban játszott.

### 1980-as évek
Richard Attenborough brit rendező már hosszú ideje kereste Mahátma Gandhi megformálóját tervezett filmjéhez. Egy barátja javaslatára nézte meg Kingsleyt a színpadon és tudta, megtalálta, akit keresett. Kingsley nagyon alaposan felkészült a híres indiai politikus szerepére, hiszen mintegy 10 kilótól szabadult meg és gyakorlatilag a Mahátma egész életművét áttanulmányozta. A szövőszéket is megtanulta kezelni, egyszóval teljesen Gandhi bőrébe bújt. Fáradozásai végül sikerhez vezettek: a Gandhiban nyújtott alakításáért Oscar-díjjal, Golden Globe-díjjal és BAFTA-díjjal jutalmazták alakításáért. A viszonylag ismeretlen színészből egy csapásra nemzetközi hírnévnek örvendő művész lett és változatos szerepekben tűnt fel.

### 1990-es évek
Az 1990-es évek elején Az ötödik majom (1990) című filmben csimpánzokat keresett, hogy az eladásukból nyert pénzből megházasodhasson. 1991-ben Barry Levinson nagyszabású gengszteres alkotásában, a Bugsyben, Warren Beatty és Annette Bening mellett egy gengszterfőnököt alakított, amiért újfent Oscarra jelölték. Ezután Steven Spielberg kérte fel, hogy a Schindler listája című eposzában keltse életre a főhős könyvelőjét, Itzhak Sternt. Kingsley elfogadta Spielberg felkérését, Liam Neeson és Ralph Fiennes mellett roppant hiteles alakítást nyújtott. Egy évvel később Roman Polański A halál és a lányka című drámájában tűnt fel mint Dr. Robert Miranda, majd 1995-ben A lényben a sci-fi műfajába tett kitérőt. 
1997-ben A Sakál árnyéka krimiben szerepelt, rá egy évre a Sweeney Todd című tévéfilmben. 1998-ban játszott a Bűn és bűnhődés filmadaptációjában, majd 1999-ben lelkiismeretes gyilkost alakított a Beismerő vallomás című filmdrámában Alec Baldwin oldalán.

### 2000-es évek
A kis költségvetésű, szinte ismeretlen gengszterfilm, a Szexi dög (2000) a legjobb férfi mellékszereplőnek járó Oscar-díj jelölése mellett számos neves kitüntetést kapott alakításáért. Otto Franet alakította az Anna Frank igaz története című tévés produkcióban, mely szintén sikeresnek bizonyult. Negyedik és eleddig utolsó Oscar jelölését a 2003-as Ház a ködben című filmdráma főszerepéért kapta, melyben egy iráni ezredest formált meg. Ezután szerepet vállalt két közönségfilmben (Viharmadarak, Zéró gyanúsított), melyek megbuktak az Amerikai Egyesült Államokban. 
2005-ben ismét Roman Polańskival dolgozott együtt: ő játszotta Fagin szerepét az új Twist Olivér-adaptációban és feltűnt Ellen Burstyn és Annette Bening oldalán is a Mrs. Harris című tévéfilmben. A BloodRayne-ben a világ leggonoszabb és legerősebb vámpírját, Kagant keltette életre, azonban a film óriásit bukott és Kingsley is megkapta első Arany Málna-jelölését. A 2006-os Alvilági játékokban sem szelíd figurát játszik: egy koros gengsztert alakít, aki esküdt ellenségével, Boss-szal (Morgan Freeman) kerül összetűzésbe. Ezek után rendre gyenge produkciókban tűnt fel, melyekért újabb Arany Málna nominálások lettek a „jutalmai". Kivétel közülük a 2008-as Elégia, melyben Penélope Cruz oldalán tűnik fel és ezen alakításáért pozitív kritikákat kapott. 

### 2010-es évek
A 2010-es Viharsziget című neo-noir filmthrillerben Leonardo DiCaprio partnere volt.

## Magánélete
Ben Kingsley ma is inkább hivatásos színésznek, mint filmsztárnak tartja magát, nézete szerint a színpaddal ellentétben a kamera nem igényli a színészi játékot, csupán a szélsőséges helyzetekben megnyilvánuló viselkedést rögzíti. 2001-ben II. Erzsébet brit királynő lovaggá ütötte és azóta szigorúan megköveteli, hogy neve előtt feltüntessék a "Sir" rangot. 
Kingsley két házasságából négy gyermeke született, három fia közül kettő, Edmund és Ferdinand szintén színészek. Harmadik fia, Thomas és lánya, Jasmine más foglalkozást választott magának. 2003-ban nősült harmadszor, de nem sokkal később már újabb válóper következett. Legújabb kedvesével, Daniela Lavenderrel 2007 óta él együtt.

## Filmográfia

### Film
| Év   | Magyar cím                                    | Eredeti cím                               | Szerep                     | Magyar hang            |
| ---- | --------------------------------------------- | ----------------------------------------- | -------------------------- | ---------------------- |
| 1972 | A kulcsszó: félelem                           | Fear Is the Key                           | Royale                     | Trokán Péter           |
| 1982 | Gandhi                                        | Gandhi                                    | Mahatma Gandhi             | Fodor Tamás            |
| 1983 | Csalódás                                      | Betrayal                                  | Robert                     |                        |
| 1985 | Hárem                                         | Harem                                     | Selim                      |                        |
| 1985 | Páncél mögött (Teknőstörténet)                | Turtle Diary                              | William Snow               | Helyey László          |
| 1985 | Páncél mögött (Teknőstörténet)                | Turtle Diary                              | William Snow               | Szilágyi Tibor         |
| 1987 | Maurice                                       | Maurice                                   | Lasker-Jones               | Tordy Géza             |
| 1988 | Pascali szigete                               | Pascali's Island                          | Basil Pascali              | Szersén Gyula          |
| 1988 | Pascali szigete                               | Pascali's Island                          | Basil Pascali              | Barbinek Péter         |
| 1988 | Sherlock és én                                | Without a Clue                            | Dr. John Watson            | Szersén Gyula          |
| 1988 | Sherlock és én                                | Without a Clue                            | Dr. John Watson            | Mihályi Győző          |
| 1988 |                                               | Testimony                                 | Dmitrij Sosztakovics       |                        |
| 1989 | A pusztító szél lovasai                       | Slipstream                                | Avatar                     | Berzsenyi Zoltán       |
| 1990 | Az ötödik majom                               | The 5th Monkey                            | Cunda                      |                        |
| 1990 |                                               | A Violent Life (Una vita scellerata)      | kormányzó                  |                        |
| 1991 | Bugsy                                         | Bugsy                                     | Meyer Lansky               | Dobránszky Zoltán      |
| 1991 | Bugsy                                         | Bugsy                                     | Meyer Lansky               | Végvári Tamás          |
| 1991 |                                               | Necessary Love (L'amore necessario)       | Ernesto                    |                        |
| 1992 | Komputerkémek                                 | Sneakers                                  | Cosmo                      | Végvári Tamás          |
| 1992 | Freddie és Nessie kalandjai (Freddie, a béka) | Freddie as F.R.O.7                        | Freddie (hangja)           | Boros Zoltán           |
| 1992 | Freddie és Nessie kalandjai (Freddie, a béka) | Freddie as F.R.O.7                        | Freddie (hangja)           | Mikó István            |
| 1993 | A bajnok                                      | Searching for Bobby Fischer               | Bruce Pandolfini           | Varga T. József        |
| 1993 | A bajnok                                      | Searching for Bobby Fischer               | Bruce Pandolfini           | Rosta Sándor           |
| 1993 | Dave                                          | Dave                                      | Gary Nance alelnök         | Varga T. József        |
| 1993 | Schindler listája                             | Schindler's List                          | Itzhak Stern               | Végvári Tamás          |
| 1994 | A halál és a lányka                           | Death and the Maiden                      | Dr. Roberto Miranda        | Rajhona Ádám           |
| 1995 | A lény                                        | Species                                   | Xavier Fitch               | Szersén Gyula          |
| 1996 | Vízkereszt                                    | Twelfth Night: Or What You Will           | Feste                      | Fodor Tamás            |
| 1997 | A sakál árnyéka                               | The Assignment                            | Amos                       | Végvári Tamás          |
| 1997 | Csoportkép tündérekről                        | Photographing Fairies                     | Templeton                  |                        |
| 1999 | Beismerő vallomás                             | The Confession                            | Harry Fertig               | Végvári Tamás          |
| 1999 |                                               | Parting Shots                             | Renzo Locatelli            |                        |
| 2000 | A nőfaló ufó                                  | What Planet Are You From?                 | Graydon                    | Végvári Tamás          |
| 2000 | A bevetés szabályai                           | Rules of Engagement                       | Mourain nagykövet          | Szombathy Gyula        |
| 2000 | Szexi dög                                     | Sexy Beast                                | Don Logan                  | Végvári Tamás          |
| 2001 | A. I. – Mesterséges értelem                   | A.I. Artificial Intelligence              | specialista (hangja)       | Fodor Tamás            |
| 2001 |                                               | The Triumph of Love                       | Hermocrates                |                        |
| 2002 | Csodapalota                                   | Spooky House                              | Nagy Zamboni               |                        |
| 2002 | Örök kaland                                   | Tuck Everlasting                          | férfi sárga öltönyben      | Végvári Tamás          |
| 2003 | Ház a ködben                                  | House of Sand and Fog                     | Massoud Behrani            | Végvári Tamás          |
| 2004 | Viharmadarak                                  | Thunderbirds                              | Hood                       | Horányi László         |
| 2004 | Zéró gyanúsított                              | Suspect Zero                              | Benjamin O'Ryan            | Végvári Tamás          |
| 2004 | Zéró gyanúsított                              | Suspect Zero                              | Benjamin O'Ryan            | Papp János             |
| 2005 | Mennydörgő robaj                              | ASound of Thunder                         | Charles Hatton             | Szersén Gyula          |
| 2005 | Twist Olivér                                  | Oliver Twist                              | Fagin                      | Harsányi Gábor         |
| 2005 | BloodRayne – Az igazság árnyékában            | BloodRayne                                | Kagan                      | Végvári Tamás          |
| 2006 | Alvilági játékok                              | Lucky Number Slevin                       | Rabbi                      | Végvári Tamás          |
| 2007 | Piás polák bérgyilkos                         | You Kill Me                               | Frank Falenczyk            | Végvári Tamás          |
| 2007 | Az utolsó légió                               | The Last Legion                           | Ambrosinus / Merlin        | Végvári Tamás          |
| 2007 | Tízparancsolat                                | The Ten Commandments                      | narrátor (hangja)          | Végvári Tamás          |
| 2008 | Elégia                                        | Elegy                                     | David Kepesh               | Végvári Tamás          |
| 2008 | Jó üzlet a háború                             | War, Inc.                                 | Walken                     | Végvári Tamás          |
| 2008 | Love Guru                                     | The Love Guru                             | Tugginmypudha guru         | Sinkovits-Vitay András |
| 2008 | Bódulat                                       | The Wackness                              | Dr. Squires                | Sörös Sándor           |
| 2008 | Transz-Szibéria                               | Transsiberian                             | Grinko                     | Végvári Tamás          |
| 2008 | IRA – Sétáló hullák                           | Fifty Dead Men Walking                    | Fergus                     | Végvári Tamás          |
| 2009 | Noé Bárkája – Az új kezdet                    | Noah's Ark: The New Beginning             | narrátor (hangja)          |                        |
| 2010 | Viharsziget                                   | Shutter Island                            | Dr. John Cawley            | Végvári Tamás          |
| 2010 |                                               | Teen Patti                                | Perci Trachtenberg         |                        |
| 2010 | Perzsia hercege: Az idő homokja               | Prince of Persia: The Sands of Time       | Nizam                      | Végvári Tamás          |
| 2011 | A leleményes Hugo                             | Hugo                                      | Georges Méliès             | Szilágyi Tibor         |
| 2012 | A diktátor                                    | The Dictator                              | Tamir                      | Kőszegi Ákos           |
| 2012 |                                               | A Therapy (rövidfilm)                     | terapeuta                  |                        |
| 2013 | Vasember 3.                                   | Iron Man 3                                | Trevor Slattery / Mandarin | Szilágyi Tibor         |
| 2013 | Végjáték                                      | Ender's Game                              | Mazer Rackham              | Ujréti László          |
| 2013 |                                               | A Common Man                              | Férfi                      |                        |
| 2013 | Séta az ellenséggel                           | Walking with the Enemy                    | Horthy Miklós              |                        |
| 2013 | Az orvosdoktor                                | The Physician                             | Avicenna                   | Tarján Péter           |
| 2013 | Útmutató madárfigyelőknek                     | A Birder's Guide to Everything            | Lawrence Conrad            |                        |
| 2014 |                                               | All Hail the King                         | Trevor Slattery            |                        |
| 2014 | Doboztrollok                                  | The Boxtrolls                             | Archibald Suvasz (hangja)  | Csankó Zoltán          |
| 2014 | Volán és gyeplő                               | Learning to Drive                         | Darwan                     | Ujréti László          |
| 2014 | A Stonehearst Elmegyógyintézet                | Stonehearst Asylum                        | Silas Lamb                 | Barbinek Péter         |
| 2014 | Exodus: Istenek és királyok                   | Exodus: Gods and Kings                    | Nún                        | Szilágyi Tibor         |
| 2014 | Éjszaka a múzeumban – A fáraó titka           | Night at the Museum: Secret of the Tomb   | Merenkaré                  | Szilágyi Tibor         |
| 2014 |                                               | Robot Overlords                           | Robin Smythe               |                        |
| 2015 | Kupák lovagja                                 | Knight of Cups                            | A Hang (hangja)            | Fodor Tamás            |
| 2015 |                                               | Life                                      | Jack L. Warner             |                        |
| 2015 | Sárkányszív 3. – A varázsló átka              | Dragonheart 3: The Sorcerer's Curse       | Drago, a sárkány (hangja)  | Mihályi Győző          |
| 2015 | Önkívület                                     | Self/less                                 | Damian                     | Harsányi Gábor         |
| 2015 | Kötéltánc                                     | The Walk                                  | Papa Rudy                  | Fodor Tamás            |
| 2016 | A dzsungel könyve                             | The Jungle Book                           | Bagira (hangja)            | Perlaki István         |
| 2016 | Ütközés                                       | Collide                                   | Geran                      | Szilágyi Tibor         |
| 2017 | Az oszmán hadnagy                             | The Ottoman Lieutenant                    | Garrett Woodruff           | Harsányi Gábor         |
| 2017 | A biztonsági őr                               | Security                                  | Charlie                    | Varga T. József        |
| 2017 |                                               | War Machine                               | Hámid Karzai               |                        |
| 2017 |                                               | An Ordinary Man                           | A tábornok                 |                        |
| 2018 |                                               | Backstabbing for Beginners                | Pasha                      |                        |
| 2018 | A végső hadművelet                            | Operation Finale                          | Adolf Eichmann             |                        |
| 2018 | Éjjeli ragadozó                               | Night Hunter                              | Michael Cooper             | Harsányi Gábor         |
| 2018 |                                               | Intrigo: Death of an Author               | Henderson                  |                        |
| 2019 | A Vörös-tenger Búvárparadicsom                | The Red Sea Diving Resort                 | Ethan Levin                |                        |
| 2019 |                                               | Spider in the Web                         | Adereth                    |                        |
| 2021 | Karantén meló                                 | Locked Down                               | Malcolm                    | Szersén Gyula          |
| 2021 | Shang-Chi és a tíz gyűrű legendája            | Shang-Chi and the legend of the Ten Rings | Trevor Slattery            | Szilágyi Tibor         |
| 2022 |                                               | Dalíland                                  | Salvador Dalí              |                        |
| 2023 | UFO a kertemben                               | Jules                                     | Milton Robinson            |                        |
| 2023 | Henry Sugar csodálatos története              | The Wonderful Story of Henry Sugar        | Imdad Khan / Osztó         | Fodor Tamás            |
| 2023 | Méreg                                         | Poison                                    | Dr. Ganderbai              | Fodor Tamás            |
| 2024 | William Tell                                  | William Tell                              | Albert király              |                        |
| 2024 | Ölj meg, ha tudsz!                            | The Killer's Game                         | Zvi                        | Harsányi Gábor         |
| 2025 | Királyok királya                              | The King of Kings                         | Kajafás főpap (hangja)     |                        |

Dokumentumfilmek
- Islam: Empire of Faith (2000) – narrátor (hangja)
- China's Stolen Children (2008) – narrátor (hangja)
- Journey to Mecca (2009) – narrátor (hangja)
- The Desert of Forbidden Art (2011) – narrátor (hangja)
- Beatles Stories (2011) – önmaga
- Unity (2015) – narrátor (hangja)

## Fontosabb díjak és jelölések
Oscar-díj
- 2004 jelölés: legjobb férfi főszereplő – Ház a ködben (2003)
- 2002 jelölés: legjobb férfi mellékszereplő – Szexi dög (2000)
- 1992 jelölés: legjobb férfi mellékszereplő – Bugsy (1991)
- 1983 díj: legjobb férfi főszereplő – Gandhi (1982)

Golden Globe-díj
- 1983 díj: legjobb férfi főszereplő (filmdráma) – Gandhi (1982)
- 2006 jelölés: legjobb férfi főszereplő ( minisorozat vagy tévéfilm) – Mrs. Harris (2005)
- 2004 jelölés: legjobb férfi főszereplő (filmdráma) – Ház a ködben (2003)
- 2002 jelölés: legjobb férfi főszereplő (minisorozat vagy tévéfilm) – Anna Frank igaz története (2001)
- 2002 jelölés: legjobb férfi mellékszereplő – Szexi dög (2000)
- 1992 jelölés: legjobb férfi mellékszereplő – Bugsy (1991)
- 1990 jelölés: legjobb férfi főszereplő (minisorozat vagy tévéfilm) – Simon Wiesenthal története (1989)
- 1983 díj: legjobb férfi főszereplő (filmdráma) – Gandhi (1982)
- 1983 díj: legjobb színészi debütálás – Gandhi (1982)

BAFTA-díj
- 1994 jelölés: legjobb férfi mellékszereplő – Schindler listája (1993)
- 1986 jelölés: legjobb televíziós színész – Silas Marner (1985)
- 1983 díj: legjobb férfi főszereplő – Gandhi (1982)
- 1983 díj: legígéretesebb elsőfilmes főszereplő – Gandhi (1982)

Emmy-díj
- 2006 jelölés: legjobb férfi főszereplő (televíziós minisorozat vagy tévéfilm) – Mrs. Harris (2005)
- 2001 jelölés: legjobb férfi főszereplő (televíziós minisorozat vagy tévéfilm) – Anna Frank igaz története (2001)
- 1995 jelölés: legjobb férfi mellékszereplő (televíziós minisorozat vagy tévéfilm) – József (1995)
- 1989 jelölés: legjobb férfi főszereplő (televíziós minisorozat vagy tévéfilm) – Simon Wiesenthal története (1989)

Európai Filmdíj
- 2001 díj:  Európai Filmdíj  – legjobb európai színész – Szexi dög (2000)

Karlovy Vary-i Nemzetközi Filmfesztivál
- 2001 díj:  Karlovy Vary-i Nemzetközi Filmfesztivál  – Életműdíj

## Fordítás
- Ez a szócikk részben vagy egészben  a   Ben Kingsley című angol Wikipédia-szócikk fordításán alapul.  Az eredeti cikk szerkesztőit annak laptörténete sorolja fel. Ez a jelzés csupán a megfogalmazás eredetét és a szerzői jogokat jelzi, nem szolgál a cikkben szereplő információk forrásmegjelöléseként.